# エラ・ジョンソン
エラ・ジョンソン（Ella Johnson、1919年6月22日 - 2004年2月16日）は、アメリカのジャズおよびR&Bの歌手。

## 略歴
アメリカ合衆国サウスカロライナ州ダーリントンでエラ・メイ・ジャクソンとして生まれた彼女は、10代の頃にニューヨークのサヴォイ・ボールルームで人気バンドを率いていた兄のバディ・ジョンソンに合流した。彼女の歌はエラ・フィッツジェラルドやビリー・ホリデイと比較された。
ジョンソンは1940年に「Please, Mr. Johnson」で最初のヒットを記録した。その後のヒット曲には「Did You See Jackie Robinson Hit That Ball?」「When My Man Comes Home」「Hittin' On Me」などがあった。彼女の兄が作曲した「Since I Fell for You」の1945年のレコーディングは人気を博し、最終的にジャズ・スタンダードとして確立された。彼女は1960年代までバディ・ジョンソンと共演し続けた。オールミュージックは、彼女の「後のマーキュリーのためのソロ曲は、バンドにおける彼女の仕事のうっすらとした模倣である」と指摘している。
2004年2月、彼女はニューヨークにてアルツハイマー病のため84歳で死去した。

## ディスコグラフィ

### リーダー・アルバム
- Swing Me (1958年、Mercury) ※with バディ・ジョンソン[4]

### 参加アルバム
バディ・ジョンソン
- Rock and Roll (1956年、Mercury)
- Go Ahead and Rock Rock Rock (1959年、Roulette)
- Say Ella (1983年、Juke Box)[4]